# Beloncja cejlońska
Beloncja cejlońska,(Belontia signata) – gatunek ryby z podrodziny beloncjowatych. Jest to ryba hodowana w akwariach.

## Występowanie
Beloncja cejlońska żyje w wodach Sri Lanki oraz Indonezji. Beloncja cejlońska jest gatunkiem drapieżnym, nietolerującym na swym terytorium innych osobników. 

## Opis
Osiąga ona do 13 cm długości. 

## Odżywianie
Beloncja cejlońska żywi się bezkręgowcami.

## Warunki hodowlane
Akwarium musi być przestronne i bogato obsadzone roślinami. Temperatura wody powinna wynosić ok. 26 °C.

## Rozród
Trze się parami, broniąc nieustępliwie swoich tarlisk. Jaja mają średnicę 1,2 mm i zawierają kropelkę tłuszczu, która umożliwia utrzymanie się jaja przy powierzchni wody. Ciemno pigmentowe larwy wylęgają się po 48 godzinach, pływać zaczynają po 3 dniach. Karmione odpowiednio obficie żywym pokarmem rosną bardzo szybko.